# Eleanor F. Helin
Eleanor Francis (Glo) Helin (19 november 1932 - 25 januari 2009) was een Amerikaans astronome die meer dan 500 planetoïden en een twaalftal kometen heeft ontdekt. Ze was als hoofdonderzoekster verbonden aan het Near Earth Asteroid Tracking-project van NASA. In die hoedanigheid was ze onder meer verantwoordelijk voor het bepalen van de baan van de aardscheerder 4015 Wilson–Harrington.

## Biografie
Helin werd op 19 november 1932 geboren als dochter van Fred en Kay Francis. Op vijfjarige leeftijd werd ze getroffen door polio, wat haar maanden aan bed kluisterde.
Haar universitaire opleiding volgde ze aan het Occidental College, alwaar ze geologie studeerde. Ze verliet deze opleiding echter zonder een diploma. In 1960 verbond Helin zich aan het California Institute of Technology, waar ze samen met Bruce C. Murray het Lunar Research Lab oprichtte. Het doel van dit lab was het onderzoeken van geschikte landingsplaatsen voor toekomstige maanlandingen. Haar onderzoek naar maankraters en de impact van meteorieten op het maanlandschap deed haar interesse opwekken voor aardscheerders. In 1973 richtte ze samen met Eugene Shoemaker het Palomar Planet-Crossing Asteroid Survey aan het Palomar-observatorium op, om planetoïden op te sporen die een gevaar zouden kunnen vormen voor de Aarde. Op 4 juli 1973 ontdekte Helin haar eerste planetoïde: (5496) 1973 NA. Sinds de oprichting van het programma zijn er duizenden planetoïden ontdekt en is het verantwoordelijk voor circa 30% van het totale aantal wereldwijd ontdekte aardscheerders.
In 1980 ging Helin aan de slag bij het Jet Propulsion Laboratory waar ze verantwoordelijk was voor het International Near-Earth Asteroid Survey (INAS). Het programma probeerde, naast het verder in kaart brengen van aardscheerders, de interesse in planetoïden wereldwijd te stimuleren. In 1986 kreeg Helin hier een NASA Exceptional Service Medal voor.
Met het beter worden van de technologie in de jaren 1990 werd het makkelijker om ruimte-objecten te identificeren. Helin intensiveerde haar onderzoek naar aardscheerders en werd de belangrijkste onderzoekster van het in 1995 opgerichte Near Earth Asteroid Tracking (NEAT). NEAT ontdekte in de eerste drie jaar na haar oprichting meer dan 26.000 ruimte-objecten, waarvan 30 aardscheerders.
Helin ging in 2002 met pensioen en overleed op 25 januari 2009.

## Onderscheidingen
- 1986: NASA Exceptional Service Medal
- 1987: Planetoïde vernoemd naar de bijnaam van Helin: (3267) Glo[b]
- 1992: Eredoctoraat aan het Occidental College
- 1997: JPL Award for Excellence
- 1998: Toegetreden tot de Women in Science and Technology International (WITI) Hall of Fame[4]